# مؤيد معافا
مؤيد معافا، لاعب كرة قدم سعودي يلعب في نادي الجندل.

## مسيرة اللاعب
بدأ مع نادي بيش و انتقل إلى نادي الشباب في عام 2015 و مثل بعدها نادي الكوكب ونادي حطين ونادي الساحل ونادي وج ونادي البكيرية ونادي الجندل.

## روابط خارجية
- مؤيد معافا على موقع قاعدة بيانات كرة القدم.إي يو (الإنجليزية)
- مؤيد معافا على موقع Soccerway.com (الإنجليزية)
- مؤيد معافا على موقع كووورة